# Alewtina Wiktorowna Aparina

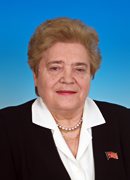
Alewtina Wiktorowna Aparina

Alewtina Wiktorowna Aparina (russisch Алевти́на Ви́кторовна Апа́рина; * 20. April 1941 in Stalingrad; † 29. Dezember 2013 in Wolgograd) war eine russische Politikerin (KPdSU/KPdRF) und 1993 bis 2013 Abgeordnete der Duma der Russischen Föderation.

## Leben

### Ausbildung
Aparina schloss 1967 ein Philologiestudium an der Südlichen Föderalen Universität in Rostow am Don ab, nachdem sie seit 1959 u. a. auf einer Sowchose und an einer Schule gearbeitet hatte.

### Politische Tätigkeit
Von 1968 bis 1973 war Aparina Sekretärin der Wolgograder Kreisorganisation des Komsomol. Mit dem Ende dieser Tätigkeit begann ihre Karriere als hauptberufliche Funktionärin der Kommunistischen Partei der Sowjetunion (KPdSU).
Von 1973 bis 1976 war sie im Kreiskomitee Wolgograd in der Abteilung für Organisationsfragen zuständig, 1976 bis 1983 im selben Bereich des Oblastkomitees Wolgograd, 1983 bis 1991 1. Sekretärin des Kreiskomitees Wolgograd und von Februar bis August 1991 schließlich 1. Sekretärin des Oblastkomitees Wolgograd der KPdSU.
1989 gehörte sie zu den Mitbegründern der Gesellschaft Lenin und das Vaterland, deren erste Vorsitzende sie auch war.
1993 wurde sie Vorsitzende des Wolgograder Oblastkomitees der Kommunistischen Partei der Russischen Föderation (KPdRF), 1997 Mitglied des Zentralkomitees der KPdRF sowie dessen Präsidiums.
Bei den russischen Parlamentswahlen 1993, 1995, 1999, 2003, 2007 und 2011 wurde Aparina als Abgeordnete für die KPdRF in die russische Duma gewählt. Dort arbeitete sie in den Komitees (Ausschüssen) für Frauen-, Familien- und Jugendfragen sowie für Arbeit, Soziales und Veteranenangelegenheiten.